# ATP Challenger Laguna Hills
Der ATP Challenger Laguna Hills (offiziell: Laguna Hills Challenger) war ein Tennisturnier, das 1999 einmal in Laguna Hills, Kalifornien, stattfand. Es gehörte zur ATP Challenger Tour und wurde im Freien auf Hartplatz gespielt.

## Liste der Sieger

### Einzel
| Jahr | Sieger           | Finalgegner  | Ergebnis |
| ---- | ---------------- | ------------ | -------- |
| 1999 | Sébastien Lareau | Michael Sell | 6:4, 7:6 |

### Doppel
| Jahr | Sieger                       | Finalgegner                 | Ergebnis      |
| ---- | ---------------------------- | --------------------------- | ------------- |
| 1999 | Paul Goldstein Brian MacPhie | Pablo Albano Daniel Orsanic | 3:6, 6:4, 7:5 |